# الانتخابات العامة اللبنانية 1968 في بيروت الثالثة
جرت الانتخابات العامة اللبنانية عام 1968 في دائرة بيروت الثالثة لانتخاب خمسة أعضاء لعضوية مجلس النواب اللبناني في دائرة بيروت الثالثة (واحدة من ثلاث دوائر انتخابية في المدينة) في 24 مارس 1968، وذلك جزءاً من الانتخابات العامة الوطنية لذلك العام. بلغ عدد الناخبين المؤهلين في الدائرة 75.296، منهم 30.713 صوتوا.
في بيروت الثالثة، ذات الأغلبية المسلمة من المدينة، خُصّصت 4 مقاعد للمسلمين السنة ومقعد واحد للأرثوذكس اليونانيين (لمزيد من المعلومات حول نظام الانتخابات اللبناني، انظر الانتخابات في لبنان).

## الكتلة البيروتية
كانت القوة الرئيسية في الانتخابات هي الكتلة البيروتية، وهي ائتلاف من خمسة مرشحين تنافسوا على قائمة مشتركة، وهم عبد الله اليافي (تولّى إدارة مؤقتة للإشراف على إجراء الانتخابات في فبراير 1968، بعد استقالة رشيد كرامي)، صائب سلام (رئيس وزراء سابق، رئيس مجلس إدارة الشرق الأوسط) الخطوط الجوية)، وعثمان الدانا (قاضي ورئيس الحركة العمالية الوطنية)، ورشيد الصلح (محامي)، ونسيم مجدلاني (مرشح عن مقعد الروم الأرثوذكس). وكانت الكتلة البيروتية هي البطاقة الوحيدة التي تضم مرشحين متعددين في المنافسة الانتخابية في هذه الدائرة. وكان الصلح وسلام ومجدلاني والدانا من البرلمانيين الحاليين وقت إجراء الانتخابات. وانتخب جميع المرشحين الخمسة، باستثناء الصلح. وكان اليافي وسلام، على وجه الخصوص، يتنافسان على منصب رئيس الوزراء، وقد تقاتلا في الانتخابات السابقة.

## المرشحون الآخرون
المرشح الوحيد الذي فاز بالانتخابات من خارج الكتلة البيروتية هو شفيق الوزان، المحامي والزعيم السابق للجبهة الوطنية [الإنجليزية]. تغلّب الوزان على الصلح بفارق 20 صوتاً فقط. وفي انتخابات عام 1964، كان الوضع معاكساً على وجه الخصوص، حيث فاز الصلح على الوزان بفارق ضئيل. وكان هناك خمسة مرشحين آخرين من المسلمين السنة.
كان هناك ثلاثة متنافسين على مقعد الروم الأرثوذكس، هم إدوارد حنا وديب فلاح والصحفي جبران عكاوي.

## العنف
وكانت الانتخابات السابقة قد شابتها أعمال عنف في بيروت الثالثة. وشهدت هذه الانتخابات أيضًا بعض حوادث العنف. على سبيل المثال، اتُهم خليل شهاب الدين باقتحام أحد المنازل لتخريب صور اليافي المعلقة على شرفاته. ودفع الحادث أنصار اليافعي إلى التعبئة المضادة.

## التصويت
وفي الساعات الأولى من صباح اليوم، توجه عدد قليل من الناخبين إلى مراكز الاقتراع. ومع مرور اليوم، أدلى المزيد والمزيد من الناس بأصواتهم. كان التفسير هو أن الناخبين كانوا ينتظرون أن يتم الاتصال بهم من قبل المرشحين المختلفين ورشوتهم.

## النتائج
| مُرَشَّح            | الأصوات |
| --------------- | ------- |
| عبدالله اليافعي | 16,936  |
| عثمان الدانا    | 12872   |
| صائب سلام       | 12,319  |
| شفيق وزان       | 11,815  |
| رشيد الصلح      | 11,795  |
| نسيم مجدلاني    | 10,244  |
| زكي مزبودي      | 9,396   |
| عبدالرزاق دوغان | 5,480   |
| ديب فلاح        | 3,423   |
| وفيق العجوز     | 2,047   |
| إدوارد حنا      | 1,810   |
| جبران عكاوي     | 1,106   |
| خير الدين طبارة | 600     |